# Тулајха ибн Хувајлид ибн Навфал ел Асади
Тулајха ибн Хувајлид ибн Навфал ел Асади (арапски: طليحة بن خويلد بن نوفل الأسدي‎) је био истакнути вођа арапског клана и војни заповедник у време Мухамеда; припадао је племену Бану Асад ибн Хузаима. Такође је био познат као богат поглавар. Године 625. Био је поражен поражен током експедиције на Катан, коју су муслимани повели против Катана. Такође је учествовао у Бици за ров 627. и у бици код Бузаке и код Гамре 632. против Мухамеда, а касније у бици код Кадисије и бици за Нахаванда на муслиманској страни.

## Историја
Побунио се против Мухамеда 631. године када је тврдио да је пророк и прималац божанског откривења. Тако је Тулајха постаo трећа особа која је тражила пророчанство међу Арапима против Мухамеда. Многа племена су га  препознала као пророка, што га је чинило снажним и довољно моћним да води конфедерацију бројних племена против муслимана.
У јулу 632. године, Абу Бакр је подигао војску углавном из Бану Хашима (клана Мухамеда). Али бин Аби Талиб, Талха ибн Убаидула и Зубаир ибн ел Авам били су именовани за заповеднике једне трећине новоорганизованих снага. Водили су битку код Зу Кисе против снага Тулајхе  и његових следбеника док су се спремали да нападну Медину током ратова Рида. Снагама којима су управљали рашидунски заповедници у помоћ су пристигла појачања која им је послао Абу Бакр. Тулајха је поражен, а његове снаге одбачене натраг до Зу Хуса.
Након тога је, Халид ибн ел Валид био послат да сруши њега и његову конфедерацију. Халидова војска се сусрела са Тулајхиним снагама код места Бузака 632. године. У овом сукобу познатом као битка код Бузаке Тулајхина војска је доживела пораз. Након ове битке, многа побуњена племена су се предала и прихватила ислам. Међутим, Тулајха је побегао из Бузаке и потражио уточиште у Сирији. Али када су Сирију освојили муслимани, Тулајха је прихватио ислам.
Године 634. одао је почаст Омару након што је потоњи преузео положај халифа. Касније је Тулајха са одушевљењем учествовао у походу против Сасанидског царства у бици код Џалуле, бики код Кадисије и бици код Нахаванда.

## Битка код Кадисије
Табаријева хроника бележи да је одиграо значајну улогу у чувеној бици код Кадисије. У преводу Андреја Ливер-а са арапског говорио је да је контингент Бани Асад, клан Тулајха, играо значајну улогу у Јаум-ул-Арматш (يوم ارماث) или "Дану нереда".
Како је једном забележено сам без оружја журно је отишао у непријатељски ров по мраку и вратио се са ратним заробљеником, Табари је посебно детаљан по питању једног од ланаца у који се Тулајха инфилтрирао да би ушао у Сасанидки логор под окриљем таме, самостално пустошећи њихов логор, убивши том приликом два сасанидска војника, и узевши два коња, а затим се вратио једног заробљеника  Сад ибн аби Вакасу..
Мухамед Хусеин Хајкал у својој аутобиографији о Хадрат Омару позајмљује исте околности и пише о позадини упада сматрајући их као : Питање Саду о томе шта се десило са заробљеницим који су се налазили код Сасанида, касније је одговорио:
Још од детета причали су ми приче о херојима. Али ја то никада нисам замишљао: Овај човек је путовао око два фарсака или 12 km (7,5 mi), до логора у коме је било 70.000 војника. Неће се вратити пре него што похвата непријатељске коње и сруши велике шаторе. Након што смо га (сасанидски војници) ухватили, први наш шампион који је био једнак 1000 војника је убијен од њега (Тулајха). Тада је други човек, једнак првом човеку. Тада је онда сам решио да му узвратим и(Тулајхи) одредио сам резерву да би заменио положај пошто сам био спреман да се суочим са смрћу својих вршњака (које је Тулајха убио). Али сада сам затвореник.
Други запис из злогласно сумњивог спомена Јакубија забележио је да је Тулајха био је међу онима који су пронашли леш Ростама Фарохзада.

Касније борио у бици за Нахаванд, заједно са муслиманским војскама, а након тога и као шехид у тој бици.

## Смрт
Тулајха је убијен у последњој бици код Нахаванда. Међутим, његов допринос је био пресудан у муслиманској победи у овој бици. Заправо, стратагеја коју су муслимани користе да би намамили Персијанце у заседу створио је нико други до сам Тулајха.

## Процена
Када је Сад бин Аби Вакас затражио од халифе Омара да му пошаље појачање. Омар је одговорио: „Послао сам вам 2000 људи: Амру бин Мадија Јакриба и Тулајха Асадија. Свака од њих броји хиљаду. " Џабир бин Абдулах нашао је похвале за Тулајха, тако што је рекао да међу војницима који су учествовали у бици за Кадисију који нису жели овоземељски добитак, а такође су изузетно побожни и поуздани, то су Тулајха бин Квавалилид Ел Асади, Амр бин Мади Карб (још један бивши вођа отпадника) и Кајс бин Машкух ('нећак Амр бин Мадија и Асма, други муж Нуман)